# Szegilong
Szegilong község Borsod-Abaúj-Zemplén vármegyében, a Tokaji járásban.

## Fekvése
A Bodrog folyó közelében, a folyó jobb parti oldalán fekszik, a tokaji borvidéken.
A szomszédos települések: északkelet felől Olaszliszka, dél felől Szegi, északnyugat felől pedig Erdőbénye; az előbbiek mellett nyugaton a határszéle egy rövid szakaszon érintkezik még az amúgy távolabb fekvő Bodrogkisfalud lakatlan külterületeivel is.

### Megközelítése
Legfontosabb közúti megközelítési útvonala a 37-es főút, mely a megyeszékhely, Miskolc térségétől az országhatárig húzódva elhalad Szegilong mellett is. Főutcája a 3801-es út, Erdőbényével pedig a 3705-ös út köti össze.
A hazai vasútvonalak közül a MÁV 80-as számú Budapest–Sátoraljaújhely-vasútvonala érinti, melynek egy megállási pontja van itt. A némileg megtévesztő módon Erdőbénye nevet viselő, itteni megállóhely Szegilong belterületének keleti szélén található, nem messze a 3801-es és a 3705-ös utak találkozásától, a névadó településtől viszont több mint 7 kilométer távolságra.

## Története
A település már a 15. században a tokaji vár tartozéka volt. 1419-ben a Tornai család volt a falu birtokosa. 1466-ban a Rozgonyi család birtoka, 1500-ban pedig Sztrithei Ozsváth és Tárczai János volt részbirtokosa. Az 1598 évi összeíráskor Rákóczi Gábornak és Kapy Miklós özvegyének volt itt része. 1637-ben Usz Bálintné, majd pedig a Schop családé lett, a későbbiekben pedig a magyar királyi tanulmányi alapé, és az övék volt még a 20. század elején is.
A 19. század közepén Fényes Elek Szegilongot úgy jellemezte, mint egy kevés szántófölddel, kövér legelőkkel, jeles bort termelő szőlőheggyel rendelkező pusztát.

## Közélete

### Polgármesterei
- 1990–1994: Szabó András (független)[3]
- 1994–1998: Szabó András (független)[4]
- 1998–2002: Szabó András (Zempléni Településszövetség)[5]
- 2002–2006: Szabó András (független)[6]
- 2006–2010: Talárovics László (független)[7]
- 2010–2014: Talárovics László (független)[8]
- 2014–2019: Talárovics László (független)[9]
- 2019–2024: Talárovics László (független)[10]
- 2024– : Talárovics László (független)[1]

## Népesség
A település népességének változása:
| Lakosok száma | 211  | 199  | 210  | 208  | 211  | 226  | 208  |
|               | 2013 | 2014 | 2015 | 2021 | 2022 | 2023 | 2024 |

A 2001-es népszámlálás adatai szerint a településnek csak magyar lakossága volt.
A 2011-es népszámlálás során a lakosok 92,6%-a magyarnak, 1,5% cigánynak, 0,5% románnak mondta magát (7,4% nem nyilatkozott; a kettős identitások miatt a végösszeg nagyobb lehet 100%-nál). A vallási megoszlás a következő volt: római katolikus 50%, református 13,7%, görögkatolikus 9,3%, felekezeten kívüli 6,4% (20,1% nem válaszolt).
2022-ben a lakosság 91,9%-a vallotta magát magyarnak, 3,8% cigánynak, 0,5% németnek, 0,5% ruszinnak, 0,5% románnak, 0,9% egyéb, nem hazai nemzetiségűnek (8,1% nem nyilatkozott; a kettős identitások miatt a végösszeg nagyobb lehet 100%-nál). Vallásuk szerint 45% volt római katolikus, 15,2% református, 9,5% görög katolikus, 0,5% evangélikus, 5,7% felekezeten kívüli (23,2% nem válaszolt).